# Laelia gouldiana
Laelia gouldiana es una especie de planta epifita que pertenece a la familia de las orchidaceae. Es originaria de México (Estado de Hidalgo).

## Descripción
Es una orquídea de tamaño pequeño a mediano, con hábitos de epífita  con  pseudobulbos fusiformes algo comprimidos envueltos basalmente por 4-6 vainas escariosas y llevando de 2 a 3 hojas, erectas, lanceoladas, de color verde brillante. Está extinta en la naturaleza y tal vez es la mejor de la Laelias mexicanas. Florece en una inflorescencia apical, erecta que surge en el otoño y mide 75 cm y lleva hasta 10 flores magenta bien redondeadas de 7,5 cm, floraciones que son impresionantes, como el labio es violeta / rojo con un centro blanco y rojo veteado y una quilla amarilla, ligeramente perfumada, crece tan fácilmente como Laelia anceps todos en el otoño e invierno.

## Distribución y hábitat
Se encuentra en el estado de Hidalgo de México en las montañas a elevaciones alrededor de 1.550 metros.    

## Taxonomía
Laelia gouldiana fue descrita por  Heinrich Gustav Reichenbach y publicado en The Gardeners' Chronicle: a weekly illustrated journal of horticulture and allied subjects. ser. 3 3: 41. 1888.
Etimología
Laelia: nombre genérico que ha sido nombrado por "Laelia", una de las vírgenes vestales, o por el nombre romano de "Laelius", perteneciente a una antigua familia romana.
gouldiana: epíteto otorgado en honor del botánico Frank Walton Gould (1913 - 1981)